# Julius Jørgensen
Ferdinand Julius Jørgensen (20. juni 1880 i København-3. oktober 1937 i København) var en dansk atlet medlem af AIK 95 i København.
Julius Jørgensen deltog i maratonløbet ved OL 1908 i London og genemførte på 23.plads i tiden 3,47,44. Han deltog også på 5 miles, hvor han blev slået ud i indledende heat med tiden 28,08,8. Han vandt to danske mesterskaber og Fortunløbet 1903 og 1904.

## Danske mesterskaber
- Bronze 1906 1 dansk mil 28,46,8
- Guld 1905 15km cross 47,28 (Kongepokalen)
- Sølv 1904 1 dansk mil 26,37,?
- Guld 1903 1 dansk mil 25,48,9